# Comentario de textos (en historia)
El comentario de textos es uno de los ejercicios más usuales en la actividad profesional y la enseñanza de la historia (en todos los niveles, incluyendo la prueba de acceso a la universidad -PAU en España-), aunque se aplica en general a todas las ciencias sociales.
A diferencia del comentario de fuentes de información numérica o espacial (en historia o en geografía), en este caso las fuentes de información han de aportar principalmente información verbal expresada en un texto (lenguaje escrito, aunque también hay una metodología específica de la historia oral que recoge testimonios orales de un periodo más o menos cercano, y muchos textos son en realidad el registro escrito de una tradición oral muy anterior).
En el caso de que la información sea esencialmente visual (una fotografía, un cartel, un dibujo, una pintura, etc.), puede ser objeto de comentario como documento de una fuente histórica, con lo que la técnica de comentario es hasta cierto punto similar a la de un texto; mientras que otro tipo de documentos son más propiamente objeto de comentarios específicos para las imágenes: como los paisajes, a los que se aplican las técnicas específicas del comentario de paisajes (geografía), o como las obras de arte, a las que se aplican las técnicas específicas del comentario de obras de arte (aunque, en muchas ocasiones, una parte de ellas -la epigrafía- es en sí misma un texto comentable con los criterios de un comentario de textos).
No conviene confundir fuente y documento. El documento es el soporte de la fuente; mientras que la fuente es el origen de la información. En términos de teoría de la comunicación, el documento es el medio por el que se establece la comunicación entre el emisor (el autor del texto) y el destinatario (habitualmente un contemporáneo suyo, aunque, en última instancia, lo es también el lector que en la actualidad lee un texto del pasado aunque tal cosa no fuera la intención del autor -o bien sí lo era, dado que la búsqueda de la trascendencia en la posteridad es una de las motivaciones principales de toda producción textual-, incluso aunque se trate de un documento secreto, o el intento de la preservación de la propia memoria se hubiera hecho de forma totalmente individual, coincidiendo emisor y destinatario -un diario privado, como el de Anna Frank-). 
El método histórico, la forma de método científico específico de la historia como ciencia social, es esencialmente la correcta utilización de las fuentes históricas (por definición, en su mayor parte, textos -la historia es a la vez la ciencia del pasado de la humanidad y el periodo posterior a la invención de la escritura, y la historiografía se define como el registro escrito de esa historia-).

## Partes del comentario
Los pasos o partes en que puede dividirse un comentario son muy diferentes según la técnica, formación, bibliografía utilizada o costumbre del comentarista, y no existe en realidad ninguna normalización que se haya universalizado.
En el caso de pruebas como la PAU española, las fuentes a comentar suelen acompañarse de preguntas guiadas para la orientación del comentario en vez de dejarse a la libre iniciativa del comentarista. No obstante, algunas consideraciones generales pueden tener una validez más amplia y aplicarse a textos de muy distinto tipo:
- Contexto (entorno en el que surge el texto y que es necesario conocer para entender este):

- Procedencia:

- Autor o fuente documental (¿quién habla?), puede ser individual o colectivo, anónimo o firmado, puede discutirse su atribución, etc. De manera especial, hay que distinguir si se trata de una fuente primaria (por ejemplo, un testigo presencial, el protagonista de los hechos o un afectado por ellos) o de una fuente secundaria (por ejemplo, un historiador).
- Localización espacial (¿de y desde dónde se habla?)
- Datación (¿de y desde cuándo se habla?)

- Medio o calificación documental (¿qué forma de hablar es esa?): lenguaje, dimensiones, género o tipología documental (carta, ley, novela, poesía, crónica...). Para calificar un documento histórico, habitualmente se utilizan las expresiones texto epistolar, texto jurídico-político, texto literario, texto historiográfico, económico, circunstancial, testimonial, etc.
- Destinatario (¿a quién se habla?). Habitualmente se utilizan las expresiones documento público, documento privado, difusión amplia, difusión restringida, etc. Muy a menudo se complementa esta parte con la determinación de la función que pretende cumplir el texto, o su finalidad (cuestiones que en este esquema se incluyen en el apartado de valoración).

- Texto (el contenido del documento, lo que dice la fuente)

- Descripción (ha de ser lo más objetiva posible, pero supone una selección: fijarse e unas cosas y no en otras, según la importancia que se les dé, de modo que supone un criterio por parte del comentarista)

- Síntesis: Tema o título (¿de qué se habla?), lo más breve posible
- Análisis (¿qué se dice?)

- Fijación de hechos (¿qué cosas pasan? -véase acontecimiento-) y personajes (¿a quién le pasan? -véase sujeto histórico-)
- Estructura (¿cómo pasan esas cosas?)

- división en partes
- relaciones internas, entre los hechos (ordenar la cadena de causas y consecuencias) y entre los personajes

- Interpretación (no puede ser neutral, depende de la metodología y de la concepción de la historia que se tenga, incluso aunque el comentarista procure no implicarse o defender sus intereses)

- Significado (¿qué quiere decir eso?)

- relaciones externas (¿se relaciona lo que dice el texto con lo que se sabe de ese tema?) explicar el tema y explicar el texto, pero "no tomar el texto como pretexto"
- crítica documental (¿por qué se dice eso?) si el texto se equivoca, miente o se calla algo
- contraste de fuentes (¿qué otras fuentes y documentos pueden contradecir al texto?)

- Valoración (la parte más arriesgada, por la implicación personal que supone)

- crítica histórica (¿qué trascendencia tiene lo que se dice?)
- crítica moral (¿a quién beneficia o perjudica lo que se dice? -véase cui bono-); muy a menudo es importante encontrar la finalidad del texto (¿con qué propósito se dice lo que se dice?)
- crítica personal (¿para que nos sirve lo que se dice?)